# Češljeva Bara
Češljeva Bara (en serbe cyrillique : Чешљева Бара) est un village de Serbie situé dans la municipalité de Veliko Gradište, district de Braničevo. Au recensement de 2011, il comptait 278 habitants.

## Démographie

### Évolution historique de la population
| 1948  | 1953  | 1961  | 1971  | 1981  | 1991 | 2002 | 2011 |
| ----- | ----- | ----- | ----- | ----- | ---- | ---- | ---- |
| 1 057 | 1 059 | 1 062 | 1 039 | 1 064 | 976  | 489  | 278  |

|  |